# Нестановицька сільська рада
Нестановицька сільська рада (біл. Нястанавіцкі сельсавет) — колишня сільська рада в складі Логойського району, Мінська область Білорусь. Адміністративний центр — агромістечко (з 2011) Великі Нестановичі.
Нестановицька сільська рада розташована на межі центральної Білорусі, у північній частині Мінської області, на північний схід від Логойська.
До складу сільради входили населені пункти:
- Біле
- Боброво 1
- Боброво 2
- Буденичі
- Булахівка
- Великі Нестановичі
- Малі Нестановичі
- Запілля
- Горбовщина
- Завишино
- Завишинська Рудня
- Левданщина
- Осинці
- Петроліно
- Прогон
- Стрий
- Студенець
- Тихоновичі
- Троянець